# هیپرپلازی آندومتر
هیپرپلازی آندومتر (به انگلیسی: Endometrial hyperplasia) یک وضعیت تکثیر بیش از حد سلول‌های آندومتر یا پوشش داخلی رحم است.
در بیشتر موارد هیپرپلازی آندومتر ناشی از سطوح بالای استروژن، همراه با سطوح ناکافی هورمون‌های پروژسترون مانند است که معمولاً با اثرات تکثیر استروژن بر این بافت مقابله می‌کند. ممکن است در مواردی، از جمله چاقی، سندرم تخمدان پلی کیستیک، تومورهای تولیدکننده استروژن (مثلاً تومور سلولی گرانولوزا) و فرمول‌های خاصی از درمان جایگزین استروژن رخ دهد.
هیپرپلازی آندومتر همراه با آتیپی یک عامل خطر مهم برای ایجاد یا حتی وجود همزمان سرطان آندومتر است، بنابراین کنترل دقیق و درمان زنان مبتلا به این اختلال ضروری است.

## طبقه‌بندی

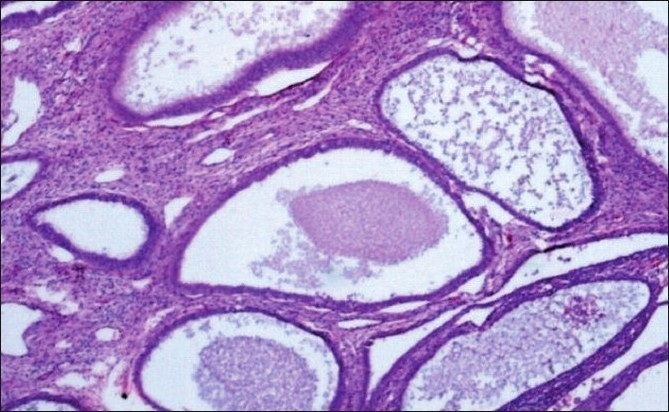
هیستوپاتولوژی هیپرپلازی پیچیده بدون آتیپی: غدد آندومتر گشاد شده کیستیک که توسط یک لایه اپیتلیوم ستونی پوشانده شده‌اند.

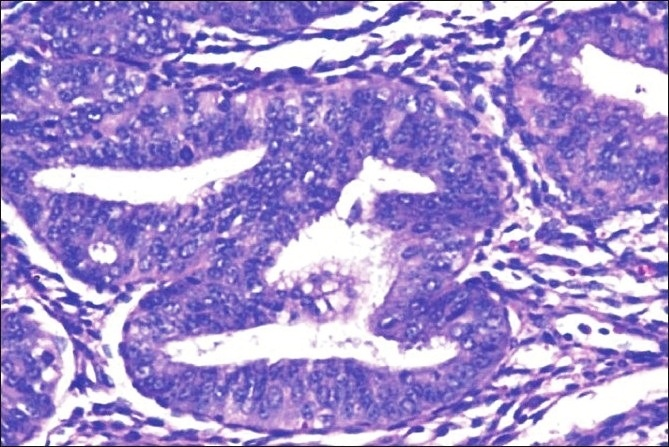
هیستوپاتولوژی هیپرپلازی پیچیده با آتیپی: غدد آندومتر متصل به استرومای نادر میانی و چینه بندی اپیتلیوم پوششی. سلول‌های اپیتلیال آتیپی سیتولوژیک با نسبت نوکلئوسیتوپلاسمی بالا، تجمع نامنظم کروماتین هسته‌ای و شکل‌های میتوزی را نشان می‌دهند.

مانند سایر اختلالات هیپرپلاستیک، هیپرپلازی آندومتر در ابتدا نشان دهنده یک پاسخ فیزیولوژیکی بافت آندومتر به اقدامات محرک رشد استروژن است. با این حال، سلول‌های تشکیل دهنده غدد آندومتر هیپرپلاستیک نیز ممکن است در طول زمان دچار تغییراتی شوند که آنها را مستعد تبدیل سرطانی می‌کند. چندین نوع هیستوپاتولوژی هیپرپلازی آندومتر با پیامدهای درمانی و پیش آگهی متفاوت برای پاتولوژیست قابل تشخیص است.
رایج‌ترین سیستم طبقه‌بندی مورد استفاده برای هیپرپلازی آندومتر، سیستم سازمان بهداشت جهانی (WHO) است که قبلاً دارای چهار دسته بود:
- هیپرپلازی ساده بدون آتیپی
- هیپرپلازی پیچیده بدون آتیپی
- هیپرپلازی آتیپیک ساده
- هیپرپلازی آتیپیک پیچیده.[۳]

در سال ۲۰۱۴، WHO سیستم طبقه‌بندی را به روز کرد و تمایز بین هیپرپلازی ساده یا پیچیده را حذف کرد، در عوض فقط در مورد وجود یا عدم وجود آتیپی طبقه‌بندی را توضیح داد.
- هیپرپلازی آندومتر (ساده یا پیچیده) - بی نظمی و گسترش کیستیک غدد (ساده) یا شلوغی و جوانه زدن غدد (پیچیده) بدون تغییرات نگران کننده در ظاهر تک تک سلول‌های غده. در یک مطالعه، ۱٫۶ درصد از بیمارانی که با این ناهنجاری‌ها تشخیص داده شدند، در نهایت به سرطان آندومتر مبتلا شدند.[۵]
- هیپرپلازی آتیپیک آندومتر (ساده یا پیچیده) - تغییرات ساده یا پیچیده معماری، با تغییرات نگران کننده (آتیپیک) در سلول‌های غده، از جمله لایه بندی سلولی، تافت شدن، از دست دادن قطبیت هسته ای، هسته‌های بزرگ شده و افزایش فعالیت میتوزی. این تغییرات مشابه تغییراتی است که در سلول‌های سرطانی واقعی مشاهده می‌شود، اما هیپرپلازی آتیپیک تهاجم به بافت‌های همبند را نشان نمی‌دهد که مشخصه تعیین‌کننده سرطان است. مطالعه قبلی نشان داد که ۲۲ درصد از بیماران مبتلا به هیپرپلازی آتیپیک در نهایت به سرطان مبتلا شدند.[۵]

## تشخیص
تشخیص هیپرپلازی آندومتر را می‌توان با بیوپسی آندومتر، که در مطب یا از طریق کورتاژ حفره رحم برای به دست آوردن بافت آندومتر برای آنالیز هیستوپاتولوژیک انجام می‌شود، انجام داد. انجام آزمایش بیماری آندومتر ممکن است به دلیل خونریزی غیرطبیعی رحم یا وجود سلول‌های غددی غیر معمول در پاپ اسمیر باشد.

## پیش‌بینی
بسیاری از مطالعات نشان داده‌اند که هیپرپلازی آندومتر می‌تواند به سرطان تبدیل شود، به‌ویژه زمانی که سلول‌های آتیپیک وجود داشته باشند. با این وجود، چنین مطالعاتی به‌طور معمول روی هیپرپلازی آتیپیک انجام شده‌است. بررسی ۶۵ مقاله در مورد خطر احتمالی پیشرفت سرطان به این نتیجه رسیده که هیچ‌یک از این مطالعات احتمالی را به‌طور خاص برای بیماران هیپرپلازی غیر آتیپیک گزارش نکردند. علاوه بر این، نیاز به مطالعات مبتنی بر جمعیت از جمله هیپرپلازی غیر آتیپیک و غیر معمول را برای تخمین دقیق خطر پیشرفت به سرطان بیان می‌کند.
در صورت عدم درمان با هیسترکتومی، هیپرپلازی آندومتر در طی ۲۰ سال به آدنوکارسینوم تبدیل می‌شود:
- ۲۸٪ موارد با آتیپی (۹۵٪ CI، ۸٫۶٪ تا ۴۲٫۵٪)، و
- حدود ۵٪ موارد بدون آتیپی.[۸]

میزان مواردی با هیپرپلازی ساده به جای پیچیده مطلوب‌تر است، اما همان‌طور که در بالا ذکر شد، این اصطلاح در سال ۲۰۱۴ از طبقه‌بندی WHO حذف شد.
در بیماران با نمونه‌هایی از آتیپی، در بیش از ۴۰٪ موارد کارسینوم وجود دارد. با توجه به این موضوع، نرخ پیشرفت آتیپی ۲۸ درصد ذکر شده و ممکن است دست کم گرفته شود و عدد واقعی ممکن است به ۴۲٫۵ درصدی فاصله اطمینان بخش وسیعی از مطالعه نزدیک شود.

## رفتار
درمان هیپرپلازی آندومتر برای هر فرد متفاوت است و ممکن است شامل درمان هورمونی، مانند درمان با پروژسترون دوره ای یا مداوم، یا هیسترکتومی باشد.

## عوامل خطر
زنان پس از ۳۵ سالگی بیشتر احتمال دارد به هیپرپلازی آندومتر مبتلا شوند، به ویژه اگر:
- قاعدگی خود را از سنین پایین شروع کردند
- هرگز باردار نشد
- ناباروری تشخیص داده شد
- در سنین بالاتر یائسگی را پشت سر گذاشت
- چاق هستند
- تاموکسیفن، داروی سرطان سینه را مصرف کند
- استروژن را بدون پروژسترون مصرف کنید

علاوه بر این، داشتن این شرایط پزشکی ممکن است خطر هیپرپلازی آندومتر را افزایش دهد:
- دیابت
- سندرم تخمدان پلی کیستیک (PCOS)
- بیماری تیرویید
- بیماری کیسه صفرا
- سندرم لینچ
- سندرم کاودن
- تشخیص توموری که استروژن را دفع می‌کند
- سابقه شخصی یا خانوادگی سرطان رحم، سرطان تخمدان یا سرطان روده بزرگ[۱۲]